# Facel Vega HK 500
La HK 500 è un'autovettura di lusso prodotta dal 1958 al 1961 dalla casa automobilistica francese Facel Vega.

## Storia e profilo
Nel mese di maggio del 1958 la Facel Vega introdusse il modello che avrebbe sostituito la FV, ossia la HK 500. Tale vettura derivò direttamente dalla FV3B, con la quale condivideva il telaio, che fu solamente appena allungato di 3 cm.
L'aspetto esteriore era simile a quello della vettura che andò a sostituire, ma se ne differiva sostanzialmente per il frontale, che acquisì i tipici fari tondi sdoppiati e sovrapposti uno sull'altro, una particolarità estetica introdotta per la prima volta proprio dalla Facel Vega.
La HK 500 era equipaggiata con V8 Chrysler da 5907 cm³; tale motore aveva la distribuzione a valvole in testa, con aste e bilancieri. La potenza massima era di 360 CV a 5200 giri/min. Il cambio poteva essere manuale a 4 marce Pont-à-Mousson o automatico Torqueflite a due. In quest'ultimo caso, però, la potenza scendeva a 335 CV. Sempre a proposito della trasmissione, erano previste due varianti di coppia conica, una più corta e l'altra più lunga.
Nel primo caso, la velocità massima della vettura era di 205 km/h, mentre nel secondo arrivava a ben 235 km/h, un valore superlativo, che all'epoca valse alla HK 500 il titolo di coupé a 4 posti più veloce al mondo.
La sigla HK 500, tra l'altro, indicava il rapporto potenza-peso di 1 CV a 5 kg, un valore anch'esso molto significativo.
Dopo pochi mesi dal lancio, la HK 500 beneficiò di un motore più grande e potente, un V8 da 6286 cm³ in grado di erogare 390 CV.
A partire dal febbraio 1960, poi, l'impianto frenante passò dalla meno convincente configurazione a quattro tamburi alettati alla più efficace soluzione a quattro dischi. Per l'occasione, anche la già opulenta dotazione si arricchì con l'aggiunta dell'aria condizionata, della radio e dell'antenna elettrica.
Nel marzo 1961, la HK 500 fu tolta di produzione e sostituita dalla Facel II.